# Kazuki Kotera
Kazuki Kotera (født 10. juli 1983) er en japansk tidligere professionel fodboldspiller.
Han har spillet for flere forskellige klubber i sin karriere, herunder FC Ryukyu.